# Округ Морган (Мисури)
Округ Морган (енгл. Morgan County) је округ у америчкој савезној држави Мисури.

## Демографија
По попису из 2010. године број становника је 20.565, што је 1.256 (6,5%) становника више него 2000. године.
| Група             | 2000.          | 2010.          |
| Белци             | 18.693 (96,8%) | 19.573 (95,2%) |
| Афроамериканци    | 98 (0,5%)      | 131 (0,6%)     |
| Азијати           | 23 (0,1%)      | 76 (0,4%)      |
| Хиспаноамериканци | 161 (0,8%)     | 365 (1,8%)     |
| Укупно            | 19.309         | 20.565         |